# Pseudocroesia
Pseudocroesia is een geslacht van vlinders uit de familie van de Tortricidae (Bladrollers). Het geslacht werd voor het eerst wetenschappelijk beschreven door Razowski in 1966.

## Soorten
Het genus is monotypisch en bevat alleen de volgende soort:

- Pseudocroesia coronaria Razowski, 1966